# 甘惟爃
甘惟爃（？—1646年），字君及，福建漳州府海澄縣人，明朝、南明政治人物。

## 生平
甘惟爃是萬曆四十三年（1615年）福建鄉試解元甘汝挺的姪子，天啟四年（1624年）中舉人，崇禎元年（1628年）中進士，授定南、南鄭知縣，轉貴州道御史，彈劾陳新甲缺乏計謀、損害國家，請求立刻舉薦賢人自代，未被接納。之後他巡按長蘆，監督河道，改任漢中知府。
弘光年間，甘惟爃轉為廣西糧儲副使；隆武帝起用為陝西行太僕少卿，他上疏請求退休，隆武帝卻認為他趨避而降級，又擢都察院左僉都御史，福京失陷後卒。